# Unión La Calera
Club Deportivo Unión La Calera ist ein chilenischer Fußballverein aus La Calera. Der 1954 gegründete Verein, der bis heute noch nie chilenischer Fußballmeister wurde, spielt derzeit in der Primera División und trägt seine Heimspiele im Estadio Municipal Nicolás Chahuán aus, das Platz bietet für 10.000 Zuschauer.

## Geschichte

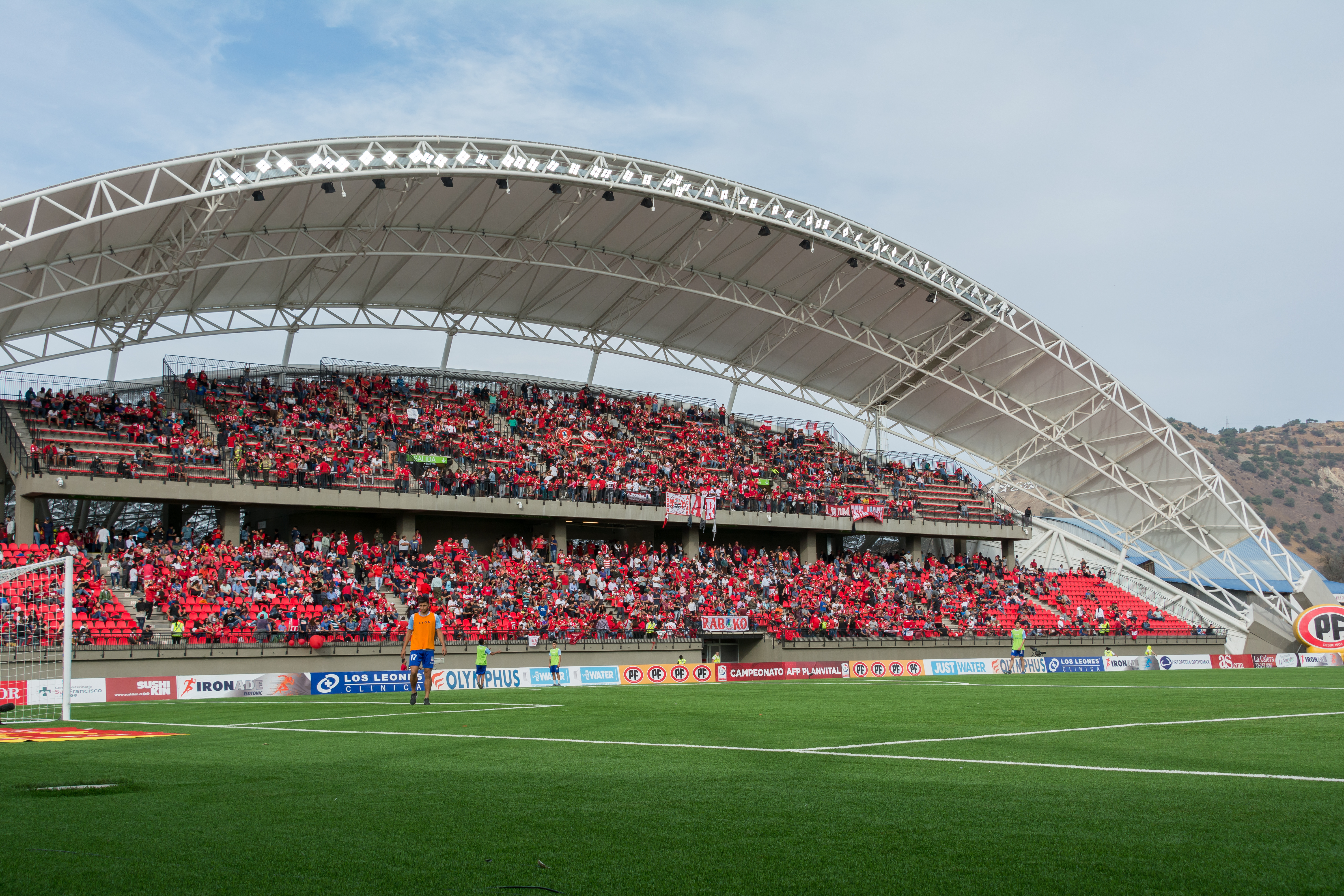
Das Estadio Nicolás Chahuán Nazar, das Stadion des Vereins

Der Verein Club Deportivo Unión La Calera wurde am 26. Januar 1954 in La Calera, einer Stadt mit ungefähr 50.000 Einwohnern in der Región de Valparaíso im zentralen Chile, gegründet. Zunächst spielte der neu gegründete Verein einige Jahre in regionalen Spielklassen, ehe man 1961 durch einen ersten Platz in der Primera División B erstmals in die Primera División, die höchste Spielklasse im chilenischen Vereinsfußball, aufsteigen konnte. Dort hielt sich das Team bis ins Jahr 1974, ehe man wieder in die zweite Liga absteigen musste. In der Folge dauerte es bis in die frühen Achtzigerjahre, ehe Unión La Calera wieder den Sprung in die höchste Spielklasse schaffte. Man beendete die Zweitligasaison 1984 auf dem ersten Platz, was die Rückkehr in die Erstklassigkeit zur Folge hatte. Dort scheiterte der Verein dann jedoch und musste nach nur einem Jahr wieder den Gang in die Primera División B antreten.
In der Folgezeit hatte Unión La Calera sogar Probleme mit dem Klassenerhalt in der zweiten Liga und musste gar zeitweise in der dritthöchsten Spielklasse antreten. Von 1996 bis 2000 war die längste Drittligazeit des Vereins, die dann schließlich 2000 endete. Bis heute musste Unión La Calera nicht wieder in die Drittklassigkeit absteigen. Stattdessen gelang zur Saison 2010 nach 26 Jahren wieder die Rückkehr in die Primera División. In der Finalrunde der Primera División B belegte man den zweiten Rang, einzig hinter Deportes Iquique, aber vor den Konkurrenten von Deportes Antofagasta und Curicó Unido, die in die Relegationsspiele mussten. Nach dem Aufstieg gelang es Unión La Calera, sich in der Primera División zu etablieren. Bereits in der ersten Saison wieder in der höchsten Liga, dem Torneo Apertura 2011, drang man in den Playoff-Spielen um die Meisterschaft ins Halbfinale vor, wo man Universidad Católica nur aufgrund der Auswärtstorregel unterlegen war. Auch in den Jahren danach gelang es Unión La Calera, sich im oberen Mittelfeld der Primera División festzusetzen und mit der Zeit wieder zu einem festen Bestandteil dieser Liga zu werden.

## Erfolge
- Primera División B: 3× (1961, 1984, 2017)

- Tercera División: 2× (1990, 2000)

## Trainer
- Leonardo Ramos (Februar 2016 bis Mai 2016)

## Bekannte Spieler
- Osvaldo Castro, chilenischer WM-Teilnehmer von 1974, auf Vereinsebene die meiste Zeit in Mexiko aktiv, begann seine Laufbahn bei Unión La Calera
- Elías Figueroa, dreifacher WM-Teilnehmer und langjähriger Kapitän der chilenischen Nationalelf, 1964 von den Santiago Wanderers kurz nach La Calera ausgeliehen
- Matías Fernández, derzeit beim AC Florenz in Italien unter Vertrag, außerdem WM-Teilnehmer von 2010, stammt aus der Jugend von Unión La Calera
- Franklin Lobos Ramírez, im Laufe seiner Laufbahn einige Zeit für Unión La Calera aktiv, 2010 einer der Verschütteten beim Grubenunglück von San José
- Braian Rodríguez, zurzeit bei Real Betis Sevilla in Spanien aktiv, zwischen 2011 und 2012 im Trikot von Unión La Calera unterwegs